# Wieleń
Wieleń (deutsch Filehne, seit 18. Mai 1943
Filehne (Wartheland)) ist eine Stadt mit Sitz einer Stadt- und Landgemeinde im Powiat Czarnkowsko-Trzcianecki (Czarnikau-Schönlanke) in der polnischen Woiwodschaft Großpolen.

## Geographische Lage
Die Stadt liegt in der historischen Region Posen, links an der Netze (poln. Noteć),  zwischen den Städten Krzyż Wielkopolski (Kreuz (Ostbahn), 14 km) und Czarnków (Czarnikau, 27 km).

## Stadt Wieleń(Filehne)

### Geschichte
|  |

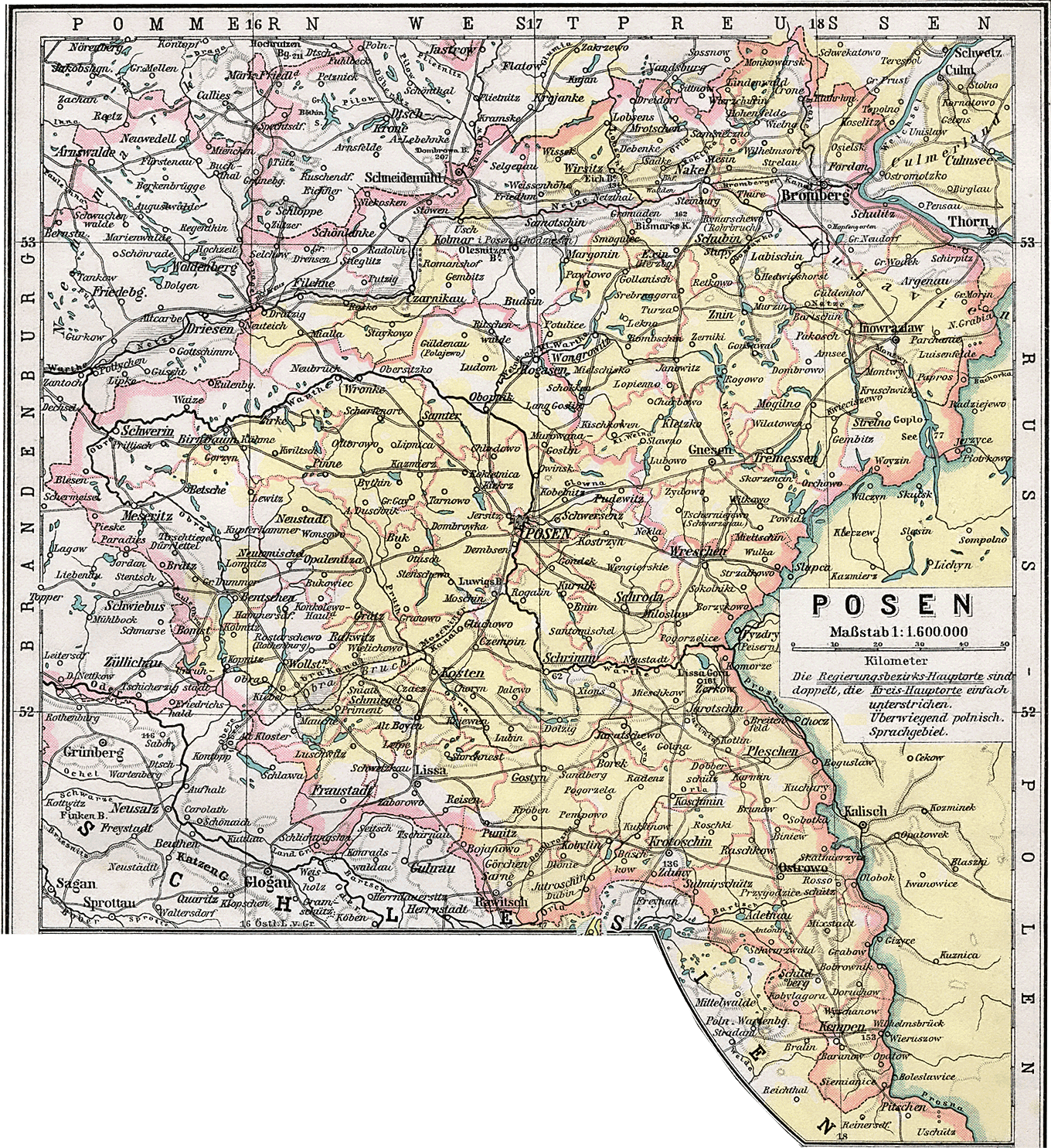
Filehne nordwestlich der Stadt Posen und südwestlich der Stadt Schneidemühl auf einer Landkarte der Provinz Posen von 1905 (gelb markierte Flächen kennzeichnen Gebiete mit seinerzeit mehrheitlich polnischsprachiger Bevölkerung)

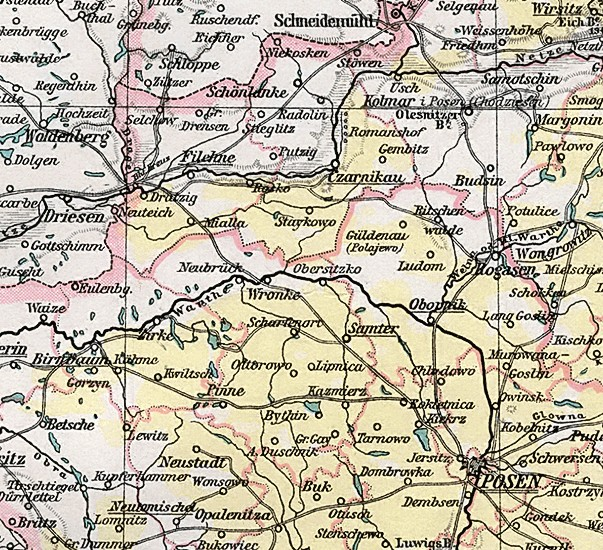
Vergrößerter Ausschnitt mit Filehne/Wieleń

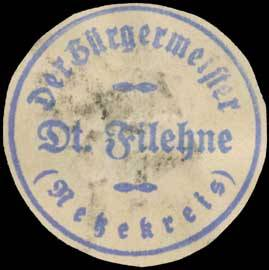
Siegelmarke mit der Beschriftung „Der Bürgermeister Dt. Filehne (Netzekreis)“

Im Jahre 1108 wird Filehne erstmals erwähnt. Filehne war ursprünglich eine auf einer Insel in der Netze gelegene Grenzfestung der Pommern. Um 1100 war Gnevomir von Tscharnikau der Besitzer der Burg und der Herrschaft Filehne. Als er von dem polnischen Herzog Boleslaw III. Schiefmund bekriegt wurde, zog er sich mit seiner Mannschaft in die Burg zurück. Boleslaw belagerte die Burg unter Einsatz von Kriegsmaschinen. Trotz heftiger Gegenwehr mussten die Verteidiger die Burg schließlich aufgeben, und obwohl ihnen Schonung in Aussicht gestellt worden war, wurden die Verteidiger sämtlich getötet. Boleslaw befestigte die Burg von neuem und legte eine eigene Mannschaft hinein. Die Burg wurde Zentrum eines Kreisgebiets (territorium Wellense).
Unter der Vermittlung der Zisterzienser des Klosters Leubus wurden seit 1226 Deutsche in der Region angesiedelt. Filehne wurde mit deutschem Recht ausgestattet und zählte danach zu den ältesten Städten dieses Landes. Stadt und Herrschaft Filehne wechselten in der Folgezeit häufig ihren Besitzer. 1524 war die Burg eine königliche Zollstätte. Gegen Ende des 16. Jahrhunderts bot hier die Familie Gorka Evangelischen Schutz. 1642 gab Alexander Nikolaus von Szembeck-Kostka der Bürgerschaft einen Befreiungsbrief und entband sie von allen Frondiensten, mit Ausnahme der Verpflichtung, eine Wiese zu mähen, die sie der Reihe nach wahrnehmen sollten. 1673 schlug Stefan Grudzinski noch mehrere Grundstücke zur Stadt.
Fürst Sapieha bestätigte 1700 die früheren Urkunden, in denen die der Grundherrschaft gegenüber zu erbringenden Leistungen angegeben waren.
Bis 1772 gehörte Filehne zur alten Woiwodschaft Posen Polen-Litauens. Nach der ersten Teilung Polens (1772) kam die  Region unter  preußische Herrschaft. In den 80er Jahren des 18. Jahrhunderts verkaufte die Familie Sapieha die Herrschaft Filehne an die Familie Blankensee. Um diese Zeit ernährten sich  viele Stadtbewohner durch  Tuchweberei, die Herstellung von Zwirn und das Spitzenklöppeln. In der Stadt gab es eine katholische Kirche, eine evangelische Kirche und eine Synagoge. Von 1855 bis 1945 gehörten Schloss und Gut den Grafen von der Schulenburg.
Während der polnischen Erhebung in der preußischen Provinz Posen im Frühjahr 1848 verlangte die Stadt ihren Anschluss an die Provinz Westpreußen. Sie beteiligte sich auch an der am 9. April 1848 in Schneidemühl abgehaltenen Versammlung und an den dort gefassten Beschlüssen.
Bis 1919 war Filehne Amtssitz des Landkreises Filehne im Regierungsbezirk Bromberg der Provinz Posen. Aufgrund des Versailler Vertrages wurde die Strommitte der Netze zur Grenze zwischen Deutschland und Polen. Am 18. Januar 1920 um 9 Uhr wurde der polnische Teil der Netzebrücke hochgezogen. Damit war die Stadt geteilt. Der südliche Hauptteil gehörte fortan unter dem Namen Wieleń zum Powiat czarnkowski (Kreis Czarnikau) der neuen Woiwodschaft Posen in der Zweiten Polnischen Republik.
Auf deutscher Seite lagen nur sehr wenige Gehöfte und Anwesen, wohl aber der Bahnhof Filehne Nord und auch der Gutsbezirk Corda/Schloss Filehne. Sie gehörten ab 1919 zum neu gebildeten Netzekreis (Sitz: Schönlanke, heute polnisch: Trzcianka) in der Provinz Grenzmark Posen-Westpreußen. Allmählich begannen im deutschen Teil von Filehne Neubautätigkeiten, und es gelang, Menschen (zum Teil solche, die im polnischen Teil ihre Anwesen verloren hatten) anzusiedeln, wobei der Staat Zuschüsse gab. Lebten hier 1925 lediglich 62 Einwohner, waren es 1933 bereits 749. Am 23. Dezember 1927 wurde der Nordteil der ehemaligen Gesamtstadt Filehne eine selbständige Gemeinde mit dem Namen Deutsch Filehne. 1937 wurde der Name zu Filehne verkürzt. Letzter Grundbesitzer war nach dem Genealogischen Handbuch des Adels Dr. jur. Werner Heinrich Graf von der Schulenburg (1890–1944), sein Sohn ist der gleichnamige Diplomat Werner Graf von der Schulenburg, der 1929 in Filehne geboren wurde.
In den Jahren 1930 bis 1932 wurde am östlichen Marktplatz eine evangelische Kirche errichtet. Im gleichen Jahr wurde eine Baracke mit zwei Klassenräumen gebaut, damit die Filehner Kinder nicht mehr die Corder Schule besuchen mussten.
Gegen Ende des Zweiten Weltkriegs trat am  26. Januar 1945 die deutsche Bevölkerung Filehnes die Flucht vor den herannahenden sowjetischen Truppen an. Nicht allen gelang sie. Im Herbst 1945 erfolgte die Vertreibung der deutschen Bevölkerung, die dann durch Polen ersetzt wurde.
Auf dem Gebiet Filehnes entstand zunächst die Gmina Wieleń Północny (Gemeinde Nord Filehne), die 1945 bis 1954 und wieder 1973 bis 1976 eine selbständige Kommune war. Die Stadt Wieleń wurde 1954 und nochmals 1976 reorganisiert.  Der vorherige Verwaltungsbezirk Gmina Wieleń Północny wurde der Stadtteil Północny (Nord). Die Stadt gehört jetzt zum Powiat Czarnkowsko-Trzcianecki in der polnischen Woiwodschaft Großpolen (1975–1998 Woiwodschaft Piła (Schneidemühl)). Die Netzestadt ist Sitz einer Stadt- und Landgemeinde.

### Demographie
| Jahr                       | Einwohner | Anmerkungen |
| -------------------------- | --------- | --- |
| 1800                       | 2603      | darunter etwa 1000 Juden |
| 1816                       | 2719      | darunter 1180 Juden, 970 Evangelische und 569 Katholiken |
| 1826                       | 3300      | darunter 1200 Juden |
| 1837                       | 3288      | [ 3 ] |
| 1861                       | 3920      | [ 3 ] |
| 1875                       | 4250      | |
| 1885                       | 4317      | darunter 2498 Evangelische, 1156 Katholiken und 663 Juden |
| 1890                       | 4269      | |
| 1905                       | 4407      | darunter 2544 Evangelische, 1466 Katholiken, 378 Juden (3748 Deutsche) |
| 1910                       | 4564      | am 1. Dezember (ohne Gutsbezirke mit 730 bzw. 30 Einwohnern), davon 3753 mit deutscher Muttersprache (2618 Evangelische, 793 Katholiken, 30 sonstige Christen und 312 Juden) und 700 mit polnischer Muttersprache (sämtlich Katholiken) |
| 1925                       | 065       | Einwohnerzahl von Filehne nördlich der Netze |
| 1933                       | 0749      | Deutsch Filehne |
| 1939                       | 0723      | Filehne (Deutsch Filehne wurde am 1.11.1937 umbenannt in Filehne) |
| nach dem Zweiten Weltkrieg |           | |
| 2014                       | 6006      | |

### Kirche

#### Evangelische Kirche

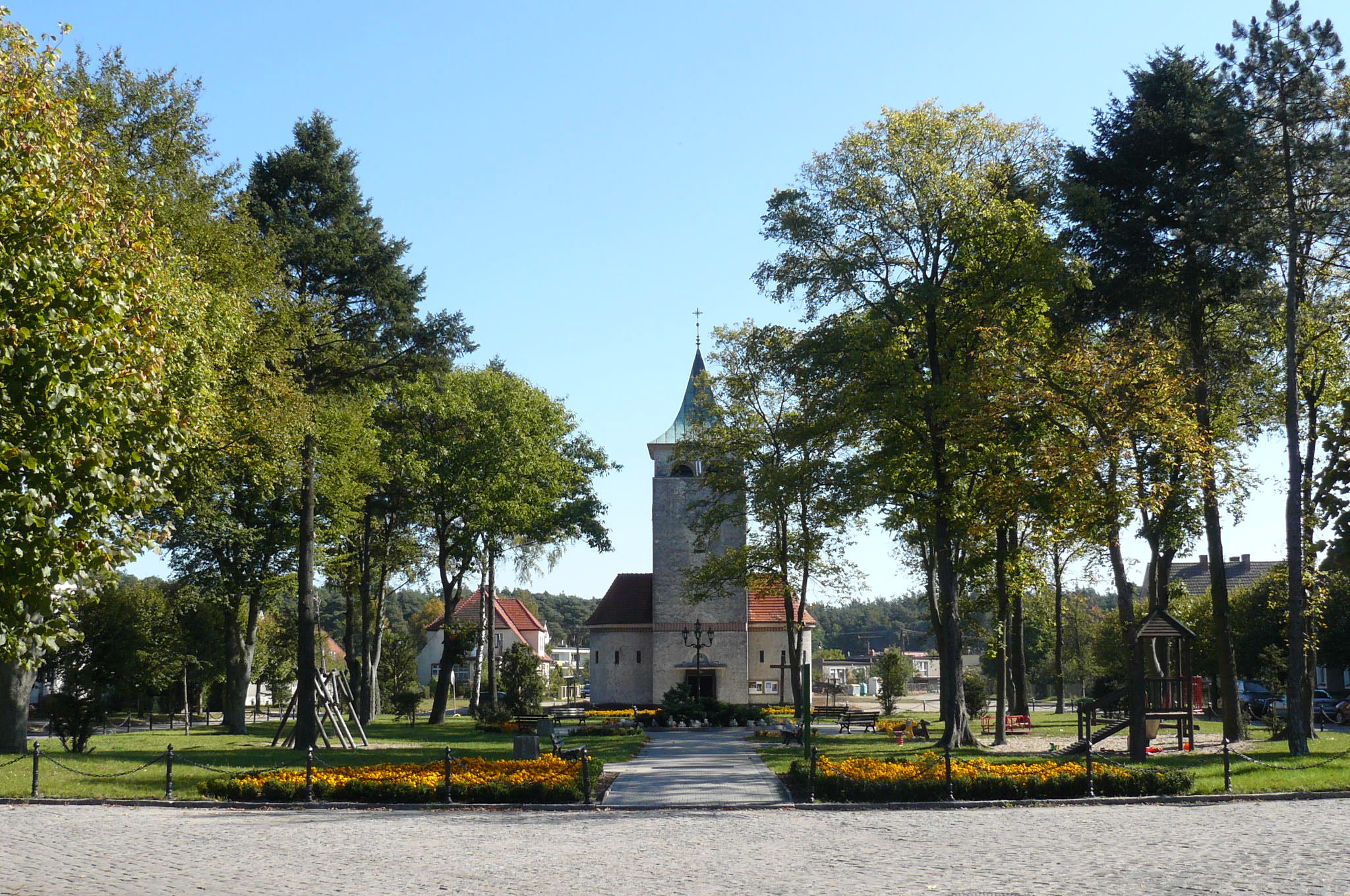
Stadtteil Nord: Blick zur 1930–1932 erbauten ehemals evangelischen Kirche, jetzt kath. St.-Rochus-Kirche

Bis 1919 war die Bevölkerung von Filehne überwiegend evangelischer Konfession. Das Kirchspiel Filehne gehörte zur Kirchenprovinz Posen und ab 1923 zur neu gebildeten Kirchenprovinz Posen-Westpreußen der Evangelischen Kirche der Altpreußischen Union. 1920 wurden die Kirchenglieder in der Nordstadt durch die neue deutsch-polnische Grenze von ihrem Gotteshaus in Wieleń getrennt, dessen Kirchgemeinde fortan zur Unierten Evangelischen Kirche in Polen gehörte. In der Aufbauzeit sorgten die Pfarrer der Nachbargemeinden für die kirchliche Betreuung und hielten Gottesdienste im Altersheim des Gutes Corda. 1930 wurde dann am neuangelegten Marktplatz eine evangelische Kirche errichtet. In das nahegelegene Pfarrhaus zog Pfarrer Feuerhack als erster Geistlicher von Deutsch Filehne ein.
Hier noch lebende evangelische Kirchenglieder gehören jetzt zur Pfarrei Piła (Schneidemühl) in der Diözese Pommern-Großpolen der Evangelisch-Augsburgischen Kirche in Polen.

#### Römisch-katholische Kirche
Für die Katholiken war stets die Kirche in Kreuz (Ostbahn) (polnisch: Krzyż Wielkopolski) zuständig. Heute gehören beide Gotteshäuser in der 1945 wieder vereinten Stadt der Katholischen Kirche in Polen. Dennoch ist hier die ehemalige Trennung weiterhin deutlich spürbar: Während die Pfarrgemeinde in der Nordstadt (das ehemalige Deutsch Filehne) zum Dekanat Trzcianka (Schönlanke) im 1972 aus Berliner und Schneidemühler Diözesangebiet neu gebildeten Bistum Köslin-Kolberg gehört, ist die Pfarrgemeinde südlich der Netze in das Dekanat Wieleński im Erzbistum Posen eingegliedert.

### Söhne und Töchter der Stadt
- Georg von Blankensee (1792–1867), deutscher Schriftsteller und Musiker
- Ludwig Ehrlich (1813–1884), deutscher evangelischer Pfarrer, Parlamentarier
- Moritz Lazarus (1824–1903), deutscher Völkerpsychologe, Philosoph
- Abraham Baer (1834–1894), jüdischer Kantor, Komponist und Autor
- Aron Freimann (1871–1948), deutscher Bibliograph, Historiker und Bibliothekar
- Max Krause (1875–1920), deutscher Bildhauer
- Paul Holthoff (1897–1967), deutscher Politiker (NSDAP)
- Ernst Siegfried Buresch (1900–1969), deutscher Verwaltungsjurist und Richter
- Günter Nobel (1913–2007), deutscher Widerstandskämpfer, DDR-Funktionär

### Sehenswürdigkeiten der Stadt

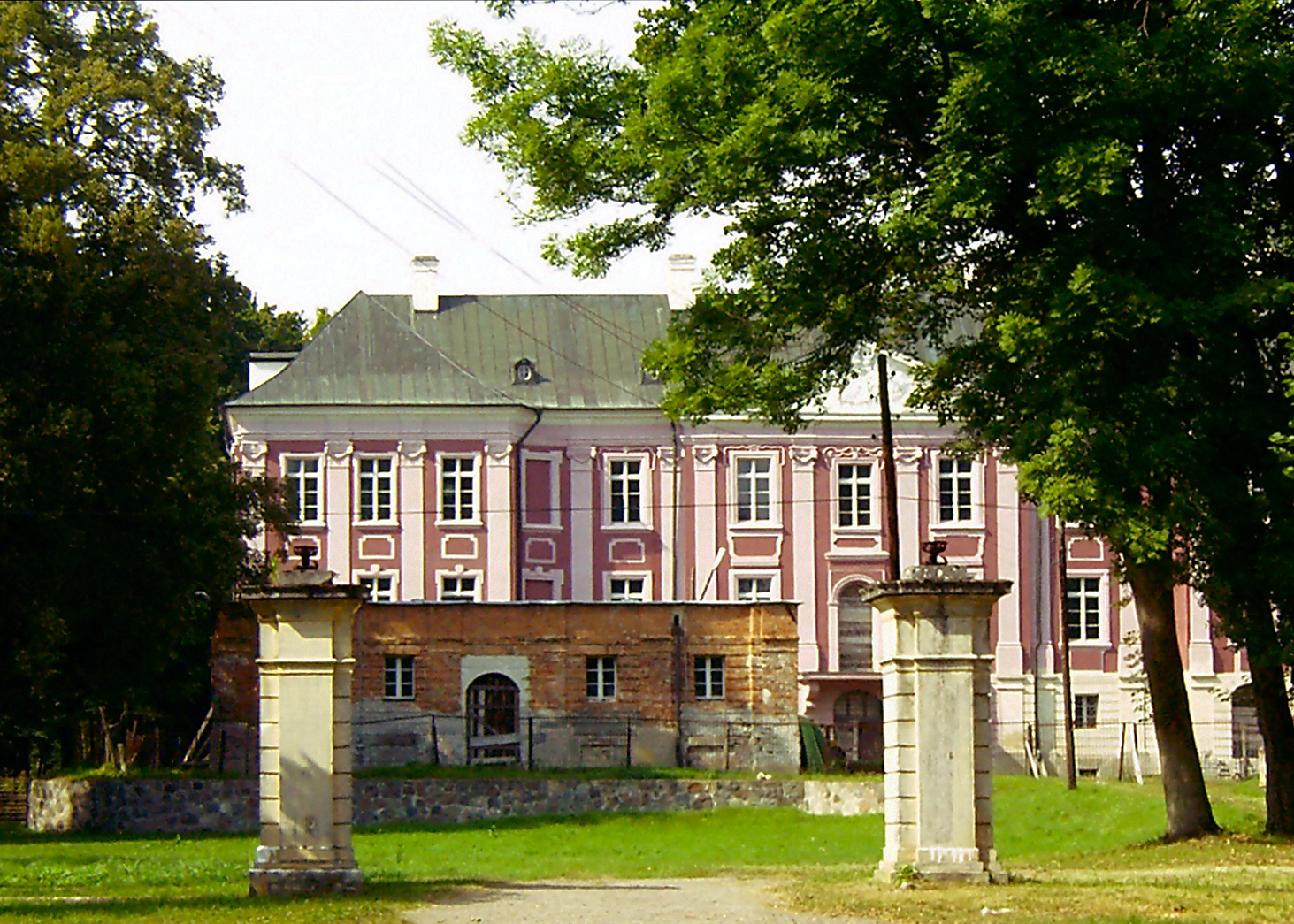
Barockschloss, erbaut von den Fürsten Sapieha (Aufnahme 2005)

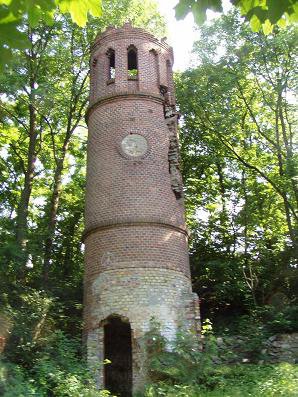
Bismarck-Turm, erbaut 1902

- Katholische Pfarrkirche aus dem 17. Jahrhundert (Kościół św. Michała Archanioła i Wniebowzięcia Matki Bożej)
- Schloss Filehne aus dem 18. Jahrhundert (Pałac)
- Bismarckturm von 1902 (Wieża Bismarcka)
- Katholische Pfarrkirche von 1930 (Kościół św. Rocha)

### Verkehr
In der Stadt treffen vier Woiwodschaftsstraßen (DW) aufeinander:
- DW 135: Nowe Kwiejce (Neusorge) – Miały (Miala) – Wieleń,
- DW 174: Czarnków (Czarnikau) – Krzyż Wielkopolski (Kreuz (Ostbahn)) – Drezdenko (Driesen),
- DW 177: Czaplinek (Tempelburg) – Mirosławiec (Märkisch Friedland) – Człopa (Schloppe) – Wieleń,
- DW 181: Czarnków – Drawsko (Dratzig) – Drezdenko.

Die Stadt hat nur noch eine Bahnstation, den Nordbahnhof Wieleń Północny, der an der bedeutenden Staatsbahnlinie Nr. 203 Kostrzyn nad Odrą (Küstrin) – Tczew (Dirschau) (ehemalige Preußische Ostbahn). Der Südbahnhof Wieleń Południowy an der Linie Nr. 236 von Drawski Młyn (Dratzigmühle) nach Lubasz (Lubasch), Rogoźno (Rogasen) und Inowrocław (Hohensalza) ist nicht mehr in Betrieb, seitdem die Strecke 1993 stillgelegt wurde.

## Gmina Wieleń

### Allgemeines
Die Stadt- und Landgemeinde Wieleń umfasst eine Fläche von 428,32 km², was 22,65 % der Fläche des gesamten Powiat Czarnkowsko-Trzcianecki entspricht. 65 % der Fläche sind forstwirtschaftliche, 27 % landwirtschaftliche Nutzfläche.
Die Südwestgrenze der Gmina wird von der Bahnlinie Nr. 351 Stettin–Posen gebildet, die Südgrenze von dem Flüsschen Miała (Miala), das hier zahlreiche kleinere und größere Seen durchzieht. Im Norden ist die Gemeindegrenze zugleich die Grenze zum Powiat Wałecki (Kreis Deutsch Krone), der bereits in der Woiwodschaft Westpommern liegt.
Die Gmina Wieleń im Norden und Süden an der Netze zählt mehr als 12.000 Einwohner, von denen etwa 40 % in der Stadt leben.
Nachbargemeinden von Wieleń sind:
- Czarnków (Czarnikau), Drawsko (Dratzig), Krzyż Wielkopolski (Kreuz (Ostbahn)) und Lubasz (Lubasch) im Powiat Czarnkowsko-Trzcianecki,
- Człopa (Schloppe) im Powiat Wałecki (Woiwodschaft Westpommern) und
- Wronki (Wronke) im Powiat Szamotulski.

### Gemeindegliederung

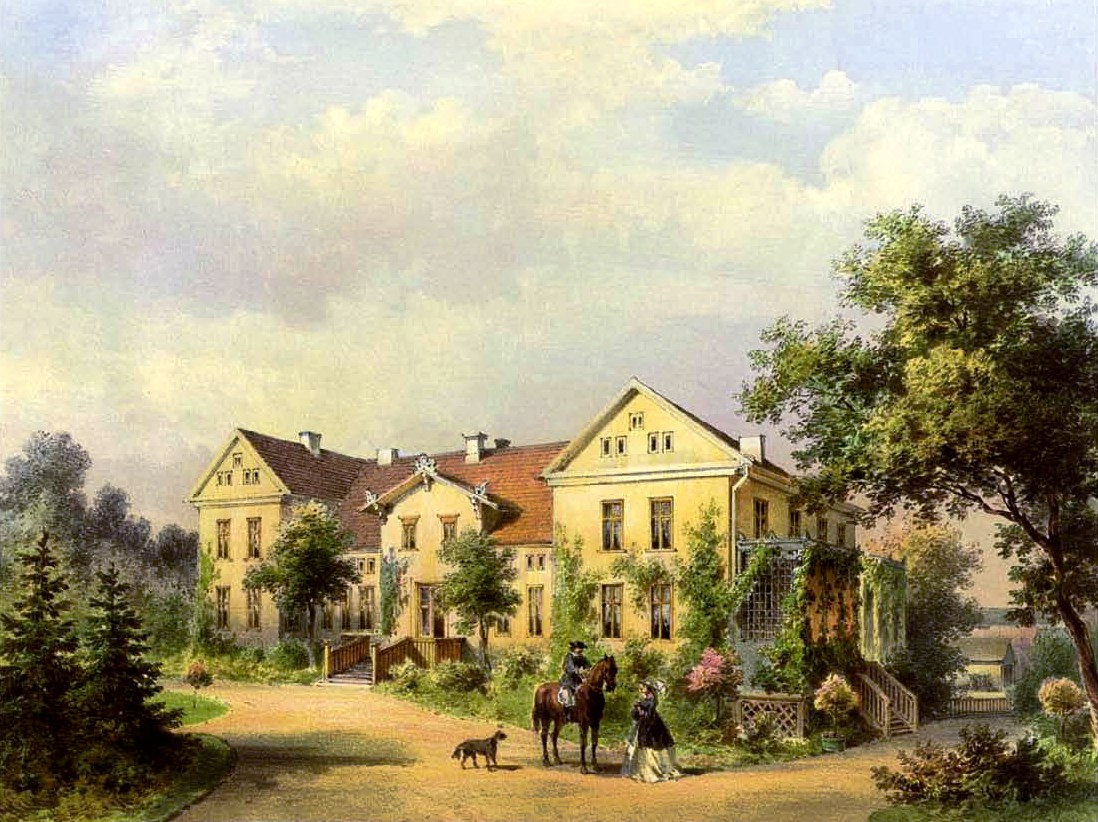
Gut Nothwendig, um 1866/67. Sammlung Alexander Duncker

Zur Stadt- und Landgemeinde Wieleń gehören außer der Stadt selbst 32 Ortschaften und Siedlungen, die 19 Ortsteilen (Schulzenämter = *) zugeordnet sind:
- Bęglewo
- Biała
- Brzezinki
- Brzeźno (Briese)
- Dębogóra* (Eichberg)
- Dzierżążno Małe* (Klein Drensen)
- Dzierżążno Wielkie* (Groß Drensen)
- Folsztyn* (Follstein)
- Gieczynek* (Hansfelde)
- Gulcz*
- Hamrzysko*
- Herburtowo* (Ehrbardorf)
- Jaryń (Gerrin)
- Jeleniec
- Kałądek* (Ludwigsdorf)
- Kocień Wielki* (Groß Kotten)
- Kuźniczka* (Kottenhammer)
- Lipinki (Puhlsteerofen)
- Łaski (Alt Latzig)
- Marianowo* (Mariendorf)
- Mężyk (Mensik)
- Miały* (Miala)
- Mniszek (Mischke)
- Nowe Dwory* (Neuhöfen)
- Ogrodzieniec (Tiergarten)
- Osina
- Potrzebowice (Nothwendig)
- Rosko* (1943–1945 Roskau)
- Siklawa
- Wrzeszczyna* (Wreschin)
- Zawada
- Zielonowo* (Grünfier)

### Persönlichkeiten der Gmina

#### Söhne/Töchter aus Orten der Gemeinde
- Moritz Kirstein (7. September 1830 in Filehne; † 12. Juli 1896 in Berlin), Mediziner
- Abraham Baer (* 26. Dezember 1834 in Filehne, polnisch Wieleń; † 6. März 1894 in Göteborg), Kantor, Komponist liturgischer Musik und Autor
- Abraham Adolf Baer (* 26. Dezember 1834 in Filehne, polnisch Wieleń; † 22. Februar 1908 in Berlin), Mediziner und Sozialhygieniker
- Ernst Franke (* 6. Januar 1856 in Filehne; † 1925 in Hamburg), Mediziner, Augenarzt
- Martin Joseph (* 25. Juli 1879 in Filehne, polnisch Wieleń; † 1943 im KZ Auschwitz-Birkenau), Rabbiner in Berlin
- Arthur Berger (* 11. Dezember 1879 in Filehne; † Oktober 1958), deutscher Diplom-Ingenieur, Direktor und Chefkonstrukteur bei der Daimler-Benz A.-G
- Friedrich Wilhelm Kritzinger (* 14. April 1890 in Grünfier, polnisch Zielonowo; † 25. April 1947 in Nürnberg), deutscher Ministerialdirektor in der Reichskanzlei, Teilnehmer der Wannseekonferenz
- Heinz Eschen (* 3. Mai 1909 in Filehne; † 30. Januar 1938 im Konzentrationslager Dachau), deutscher Widerstandskämpfer

#### In Orten der Gemeinde tätig
- Kurt Wege (1881–1940), deutscher Landwirt, Gutsbesitzer und Politiker, 1908 Besitzer des Gutes Folstein-Ludwigsdorf (Folsztyn-Kałądek)
- Piotr Waśko (1961–2023), polnischer Politiker, 1983–1990 Direktor des Kulturhauses von Rosko

### Verkehr

#### Straßen
Im Gebiet der Gmina Wieleń begegnen sich sechs Woiwodschaftsstraßen (DW) und stellen nicht nur eine Anbindung in die Region, sondern auch eine Vernetzung innerhalb der Gemeindeteile her:
- DW 135: Nowe Kwiejce (Neusorge) – Miały (Miala) – Wieleń
- DW 174: Czarnków (Czarnikau) – Krzyż Wielkopolski (Kreuz (Ostbahn)) – Drezdenko (Driesen)
- DW 177: Czaplinek (Tempelburg) – Mirosławiec (Märkisch Friedland) – Człopa (Schloppe) – Wieleń
- DW 180: Piła (Schneidemühl) – Trzcianka (Schönlanke) – Kocień Wielki (Groß Kotten)
- DW 181: Czarnków – Drawsko (Dratzig) – Drezdenko

#### Schienen
Auch die Schienenanbindung der Stadt- und Landgemeinde ist günstig, verlaufen doch zwei bedeutsame Linien der Polnischen Staatsbahn (PKP) durch ihr Gebiet:
- Nr. 203: Kostrzyn nad Odrą (Küstrin) – Tczew (Dirschau) mit der Bahnstation Wieleń Północny (Nordbahnhof)
- Nr. 351: Stettin – Posen mit der Bahnstation Miały (Miala)

Die früher zusätzlich bestehende Linie Nr. 236, die Drawski Młyn (Dratzigmühle) mit Inowrocław (Hohensalza) verband, wurde im Jahr 1993 stillgelegt. Die im Gemeindegebiet liegenden Stationen waren Wieleń Południowy (Südbahnhof), Wrzeszcznyca (Wreschin), Rosko (1943–1945 Roskau) und Gulcz.